# Regimentul 27 Infanterie (1916-1918)
Regimentul 27 Infanterie a fost o unitate de nivel tactic care s-a constituit la 14/27 august 1916, prin mobilizarea unităților și subunităților existente la pace aparținând de Regimentul Bacău No. 27. Regimentul a făcut parte din organica Brigăzii 13 Infanterie, fiind dislocat la pace în garnizoana Bacău. La intrarea în război, Regimentul 27 Infanterie a fost comandat de locotenent-colonelul Gabriel Niculescu. Regimentul 27 Infanterie a participat la acțiunile militare pe frontul românesc, pe toată perioada războiului, între 14/27 august 1916 - 28 ocotmbrie/11 noiembrie 1918.
Drapelul de luptă al regimentului a fost decorat cu cea mai înaltă distincție de război, Ordinul „Mihai Viteazul”, clasa III:
„Pentru vitejia și avântul de care au dat dovadă ofițerii și trupa regimentului în luptele de la Pralea în iarna anului 1917, când după o luptă crâncenă, corp la corp au respins pe inamic de la cota 773, Bordeiul lui Mihai Viteazul și cota 779, capturând prizonieri și mitraliere. În luptele de la Cireșoaia în iulie 1917, când inamicul înaintase cu forțe superioare la aripa dreaptă a Diviziei 7, Regimentul 27 Infanterie, contraatacă cu furie trupele vrășmașe și respingându-le, restabilește situația și capturează 200 prizonieri, 3 mitraliere și un tun. În ziua de 28 august atacă cu avânt cota 707, Pârâul Fănațului-Bisericoși Cireșoaia și cu toate pierderile grele suferite, liniile de asalt înaintează sub focul violent de baraj al artileriei dușmane până la 50 metri de poziția inamică, unde se fixează pe un nou front, pe care se menține apoi cu toate contraatacurile disperate ale vrășmașului.”
Înalt Decret no. 4351 din 22 octombrie 1920

## Comandanți
- Ordinul „Mihai Viteazul”, clasa III[3]